# بستان الاطباء و روضه الالباء
بستان الأطباء و روضة الألباء (به معنی: بوستان پزشکان و گلستان خردمندان) کتابی است در حوزه طب سنتی به تألیف ابونصر موفق‌الدین اسعد بن ابی‌الفتح الیاس بن جرجیس مطران. این کتاب مجموعه‌ای از مطالب گوناگون پزشکی و نوادر حکایات و نکته‌های بدیع و داستان‌های علمی و تاریخی است که نویسنده در ضمن مطالب کتاب و هم‌نشینی با شیوخ و علما برای خویش گردآورده و مطالب مختلف کتاب را بر حسب موضوع تحت عنوان وصیت، اشاره، لمعه، نکته و ملحه قرار داده است.
موضوعاتی که نویسنده به آن اشاره کرده بیش تر مربوط به علم پزشکی و تعاریف اصطلاحات آن، خواص ادویه، سخنان پزشکان بزرگ و ضبط کلمات و واژه‌های پزشکی و دارویی است، اما گاه مطالبی را آورده که به علم پزشکی مربوط نمی‌شود، ولی به گفتهٔ پزشکان از آنها بی‌نیاز نیستند.

## بخش‌های کتاب
کتاب با مقدمه کوتاهی از محقق آغاز شده و مطالب شامل سه بخش است. بخش اول، شرح حال ابن مطران از ابن ابی‌اصیبعه در «عیون الأنباء»، بخش دوم ترجمه و تلخیص کتاب «بستان الأطباء و روضة الألباء» از خود نویسنده و بخش سوم، متن عربی کتاب.
ظاهراً کتاب در دو جلد تدوین شده بود. جلد اول را مهذب‌الدین عبدالرحیم، شاگرد ابن مطران، نزد استاد خوانده و ابن مطران خود یادداشت‌هایی در حواشی آن نوشته بوده؛ ولی با درگذشت او، مهذب‌الدین امکان نیافته است که جلد دوم را نیز بر او بخواند. جلد دوم کتاب نیز ظاهراً اکنون در دست است.